# ジョンジョシ通り駅
座標: 北緯47度32分56.6秒 東経19度4分24秒 / 北緯47.549056度 東経19.07333度
ジョンジョシ通り駅（-どおりえき）とは、ハンガリー共和国ブダペスト県ブダペスト市13区に位置するブダペスト地下鉄3号線の駅である。駅名はジョンジョシから取られている。

## 駅構造
- 相対式ホーム2面2線を有す地下駅。
- 深さ4.51m地点に存在する。

## 歴史
- 1990年12月14日 - 開業。

## 隣の駅
ブダペスト地下鉄
■3号線
ウーイペシュト・ヴァーロシュカプ駅 - ジョンジョシ通駅 - フォルガーチ通駅